# 피에베산토스테파노

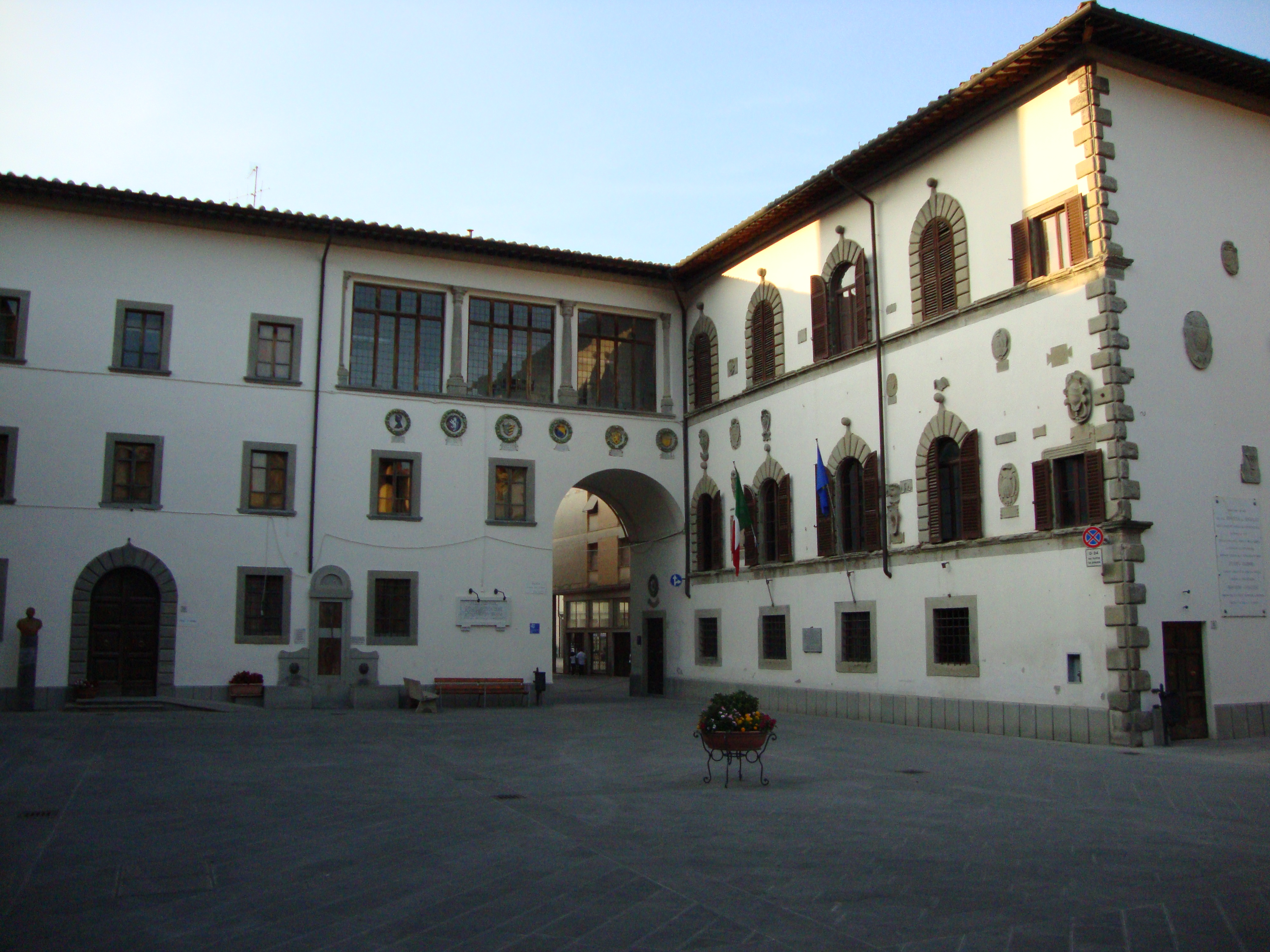
피에베산토스테파노

피에베산토스테파노(이탈리아어: Pieve Santo Stefano)는 이탈리아 토스카나주 아레초도에 위치한 코무네로 면적은 155.7km2, 높이는 431m, 인구는 3,249명(2010년 12월 31일 기준), 인구 밀도는 21명/km2이다. 피렌체에서 동쪽으로 약 70km, 아레초에서 북동쪽으로 약 25km 정도 떨어진 곳에 위치한다.